# Pflegekompetenz nach Olbrich
Pflegekompetenz ist ein Begriff, der zu Beginn  des 21. Jahrhunderts in der Diskussion über Pflege und Pflegeausbildung mehr und mehr Raum gewann. In §5 des Pflegeberufesetzes werden berufsspezifische Kompetenzen als Ausbildungsziel definiert.
Eines der bekanntesten Modelle dazu wurde von der Pflegewissenschaftlerin Christa Olbrich entwickelt.

## Kompetenz
Der Begriff Kompetenz wird vielseitig und nicht eindeutig verwendet. Kompetenz kann in zweifachem Verständnis unterschieden werden: In formaler Hinsicht als Recht und Befugnis und Kompetenz im Sinne von Wissen und Können. In der Organisationslehre und in sozialwissenschaftlicher Literatur finden wir Beschreibungen von Fähigkeiten und Fertigkeiten, die in einem beruflichen Kontext relevant sind. Mit der Entwicklung der Kompetenzforschung wird sie als Potential oder Disposition einer Person definiert. Damit kommt die Person mit ihrem Vermögen in das Zentrum von Kompetenz. Erpenbeck und Rosenstil (2003) beschreiben in ihrer Forschung Kompetenz als individuelle Disposition, die in selbstorganisierten und subjektorientierten Bildungsprozessen erworben wird.

## Pflegekompetenz
Mit der Datensammlung: „Beschreiben Sie eine Situation aus Ihrem Pflegealltag, die für Sie oder den Patienten von Bedeutung war“, konnten Handlungsdimensionen mit der Forschungsmethode der Grounded Theory aufgezeigt werden. Daraus abgeleitet wurde eine Modellvorstellung von Pflegekompetenz, die als Handlungs- und Kompetenztheorie weiter entwickelt wurde. Diese "Ableitung" ist auch der zentrale Kritikpunkt an Olbrichs Kompetenzmodell. Fichtmüller und Walter (2007, 174) kritisieren beispielsweise, dass unklar bleibt, wie das Modell aus den Befragungsergebnissen herausgearbeitet wurde.

### Definition von Pflegekompetenz
„Pflegekompetenz umfasst nicht nur einzelne Komponenten beruflichen Handelns, sondern ist Ausdruck einzelner Komponenten der Person in ihrer Gesamtheit. Sie gestaltet sich in einem Zusammenwirken mit dem Patienten, einschließlich des Umfeldes beider Personen“. (Olbrich 2022, S. 125) Pflegekompetenz ist eine Stärke der Person, sie handelt in einmaligen Situationen, damit ist dieses Handeln relational und transaktional. Das heißt, sie ist immer in Bezug und im Austausch mit dem Patienten.

## Vier Dimensionen des pflegerischen Handelns
Die Pflegewissenschaftlerin Christa Olbrich unterscheidet vier Dimensionen pflegerischen Handelns.

### Darstellung

#### Regelgeleitetes Handeln
Pflegefachpersonen handeln regelgeleitet. Dies beruht auf Fachwissen, Können und einer sachgerechten Anwendung dieses Wissens. Handeln vollzieht sich in Form von Routinen und den vorgefundenen Regeln und Normen. Es werden keine Bezüge außerhalb der auszuführenden Pflegemaßnahmen hergestellt.

#### Situativ–beurteilendes Handeln
Pflegefachpersonen, die in dieser Dimension handeln, orientieren sich aufgrund ihrer Einschätzung der Situation an Gesamtzusammenhängen. Es werden Bezüge von anderen Faktoren z. B. dem Patienten in seiner Person, seinem Umfeld, der Pflegemaßnahme als solcher, dem Arbeitsfeld oder Aspekten von Vergangenheit und Zukunft mit in die Handlung einbezogen. Vertieftes Wahrnehmen, Beurteilen, Entscheiden und folgerichtiges Handeln werden geleistet.

#### Reflektierendes Handeln
Innerhalb dieser Handlungsdimension ist nicht nur der Patient Gegenstand der Reflexion, sondern die eigene Person wird als Subjekt in das Geschehen mit integriert. Gefühle und Gedanken werden vom eigenen Erleben aus artikuliert. Es wird nachgedacht, ob man in seiner beruflichen Rolle zufrieden oder unzufrieden ist. Das eigene Berufsverständnis wird reflektiert und beurteilt, ob man damit sein Pflegehandeln angemessen ausführen kann.

#### Aktiv–ethisches Handeln
Hier werden Pflegefachpersonen aktiv durch ihr Handeln, Kommunizieren oder Streiten auf der Basis von Werten. Es kann z. B. darum gehen, dass der Patient in seiner Würde verletzt wird. Damit erfolgt Hilfe für den Patienten in seinem ethischen Dilemma. Wird nach Vorstellungen der Pflegefachperson kein Erfolg wirksam, da auch strukturelle Bedingungen berücksichtigt werden, so führt die Reflexion zum Erkennen von Grenzen. Die Pflegefachperson hat hier nicht immer Unterstützung vom Team und handelt oft außerhalb der stationsüblichen Regeln. (Olbrich 2022, Kap. 3, S. 69 f)

### Einordnung
Betrachtet man diese Handlungsdimensionen, so ist festzustellen, dass regelgeleitetes Handeln noch keine Kompetenz bedeutet. Denn hier wird zwar fachlich korrekt gehandelt, jedoch nur innerhalb einer vorgegebenen Aufgabenstellung, die im Rahmen einer Assistenzfunktion gesehen werden kann. Kompetenz beginnt mit der situativen Wahrnehmung, Beurteilung und eigenverantwortlicher Handlung. Diese schließt reflexive, selbständige, sowie wertegeleitete Bezüge mit ein.
Aus diesen Handlungsdimensionen wird Kompetenz der Pflegenden abgeleitet und kann für relevante Themen wie: Lehren, Lernen, Praxisanleitung und Management zugrunde gelegt und weitergeführt werden.

### Weiterreichende Bedeutung
Diese vier Dimensionen des pflegerischen Handelns zeigen in einer Zusammenfassung charakteristische Merkmal, die sich in allen Pflegebereichen finden. Über eine pflegebereichsbezogenen Bedeutung hinausgehend könnte man eine Erweiterung eines grundlegenden Handelns in allen sozialen Berufen erkennen. Handlungstheorien beschreiben unterschiedliche Aspekte des Handelns. Immanent im Pflegehandeln finden wir Selbstreflexion und ethisches Erkennen. Damit geht Pflegekompetenz über die üblichen Handlungstheorien hinaus.

### Rezeption
Das Modell von Olbrich ist im deutschsprachigen Raum sehr verbreitet und Gegenstand einer Vielzahl von Veröffentlichungen. Innerhalb des Pflegeberufesetzes bzw. den bundesweit gültigen Rahmenplänen wird ein abweichendes Konzept von Pflegekompetenz verwendet.